# Vilandraut
Vilandraut' (en francès Villandraut) és una vila (commune) francesa, amb prop de 800 veïns, de la regió de la Nova Aquitània, departament (département) de la Gironda, districte (arrondisement) de Langon i municipi (canton) de Villandraut, que consta d'altres 7 nuclis de població, sumant entre els 8 uns 4000 habitants. Situada a uns 50 km al SSE de Bordeus, i enclavada al cor de les Landes Girondines, dominant la vall del riu Ciron, afluent de la Garona.

## Etimologia
Podria provenir del patronímic Andro o Andron, família bordelesa que hi posseïa terres des de la dotzena centúria. Els seus vilatans són villandrautais.

## Demografia
| 1962                                       | 1968 | 1975 | 1982 | 1990 | 1999 | 2007 |
| ------------------------------------------ | ---- | ---- | ---- | ---- | ---- | ---- |
| 892                                        | 940  | 887  | 914  | 777  | 815  | 916  |
| Des de 1962: població sense dobles comptes |      |      |      |      |      |      |

## Administració
| Període   | Identitat         | Partit |
| --------- | ----------------- | ------ |
| 2001-2005 | Marc Le Nir       |        |
| 2005-     | Dominique Payrois |        |

## Història
Íntimament lligada a Bertran de Goth, primer papa d'Avinyó, escollit en 1305, amb el nom de Climent V. Ell feu construir l'impressionant castell i la col·legiata, on fou enterrat en 1314. Des del segle xii els Goth esdevenen els senyors del lloc i la parròquia s'anomena Sent Martin de Got. Després de la mort de Climent V i de l'extinció de la família Got, els succeïren els Durfort, els Lalande i els Pons.

## Patrimoni
Collégiale d'Uzeste, originària del segle xii, conserva la façana i la base dels murs, campanar dels ss. XIV i XV. El papa Climent V decidí el 1312 que l'església, ja reconeguda a l'època pel seu culte marià, fos erigida en església col·legial i esdevingués el lloc de la seva sepultura. Va fer construir un edifici tan bell que, sovint, és comparada amb la seva veïna la catedral de Bazas. Conserva, a més del sepulcre papal, profanat pels protestants dos-cents anys després de sa mort, el de Pierre I de Grailly.
Château Clémenti, construït al segle xiv i sense haver estat mai restaurat. Magnífic exemplar d'arquitectura militar, influenciat pels que construí Eduard III d'Anglaterra a Gal·les. A part de la seva funció militar, fou edificat per servir de palau a Climent V, que només hi residí tres mesos. Organitzat en tres ales, amb una perfecció semblant a la del contemporani castell de Perpinyà.
Château de Cazeneuve, antiga propietat dels reis navarresos, després d'Enric IV i Margot, reis de França i actualment de la família ducal del Sabran-Pontevès. Reconstruït al segle xiv per Amanieu VII d'Albret i restaurat a principis del segle xvii.
Centre de Découverte et d'activités de la Vallée du Ciron.
Passejades a les Gorges de Ciron i el bosc.